# فاكوندو ميلان
فاكوندو ميلان (بالإسبانية: Facundo Milán)‏ (3 فبراير 2001 بمونتفيدو في الأوروغواي - ) هو لاعب كرة قدم أوروغواني في مركز مهاجم ‏.

## وصلات خارجية
- فاكوندو ميلان على موقع قاعدة بيانات كرة القدم.إي يو (الإنجليزية)
- فاكوندو ميلان على موقع Soccerway.com (الإنجليزية)